# Rácsai Róbert
Rácsai Róbert (Veszprém, 1971. február 6. –) magyar író, költő, műfordító, angoltanár, nyelvész, J. R. R. Tolkien mesterséges nyelveinek szakértője.

## Élete
1989-ben érettségizett a veszprémi Kállai Éva Gimnáziumban. Felsőfokú tanulmányait Győrben, az Apáczai Csere János Tanítóképző Főiskola-n, majd Szombathelyen, a Berzsenyi Dániel Tanárképző Főiskolán végezte.
Angol tanárként általános iskolákban és magán nyelviskolában is tanított. Oktatott katonai szakmai angolt is, ebben a témában két tankönyv társszerzője.
A sorkatonai szolgálat alatt ismerkedett meg Tolkien professzor munkásságával, amelybe azonnal beleszeretett. A művekben szereplő tünde nyelvek különösen közel állnak hozzá, az országban ő a Quenya nyelv egyik legnevesebb szakértője. A Magyar Tolkien Társaság tagjaként már számos előadást tartott a témában. 2020-ban elkészült a Quenya-Magyar/Magyar-Quenya szótára, illetve a Quenya nyelvleckék című nyelvkönyve, melyek az MTT gondozásában jelentek meg.
Szabadidejében versírással és műfordítással foglalkozik. 2016-ban magánkiadásban jelent meg első verseskötete Séták Fiaimmal címmel. Az ismertebb költők, akiknek verseit magyar nyelvre fordítja többek között W.B. Yeats, Oscar Wilde, Robert Frost, illetve a kevésbé ismertek közül J.M. Plunkett, P.H. Pearse, Alice Meynell. Különösen érdekli az ír költészet, megjelenés előtt áll egy ír irodalmi és történelmi témájú regénye Smaragd és Vér címmel.
2015 áprilisában a hónap tanárának választották Veszprém megyében.

## Családja
Tiszolczy Magda magyar bajnok úszónő unokája. Feleségét, Andreát 1997-ben vette el. Két fiuk született, Ákos (1998) és Zalán (2001).

## Megjelent kötetei
- Stanag 2.2.2.2 (Nyelvtanoda)
- Stanag 3.3.3.3 (2002, Nyelvtanoda)
- Séták fiaimmal (2016, a szerző kiadása) ISBN 978-963-12-6353-4
- Quenya–magyar, magyar–quenya szótár (2020, Magyar Tolkien Társaság)[6] ISBN 978-615-81510-0-9
- Tië Quenyanna: Quenya leckék – Bevezetés a nemestünde nyelvbe (2020, Magyar Tolkien Társaság)[7]